# Dolmens de Chardonnet
Pour les articles homonymes, voir Chardonnet.
Les dolmens de Chardonnet, appelés aussi dolmens de Cadoule, sont deux dolmens situés sur le territoire de la commune de La Canourgue, dans le département de la Lozère en France.

## Historique
En 1869, L. de Malafosse mentionne cinq dolmens près du village de Chardonnet répartis sur une ligne orientée est/ouest d'environ 1,2 km de long entre les village des Fons et de la Cadoule. Malafosse décrit plus précisément deux dolmens, situés au centre du groupe, qu'il nomme Grand dolmen de Chardonnet et Petit dolmen de Chardonnet.
Le Grand dolmen est classé au titre des monuments historiques en 1889.

## Description
Le Grand dolmen est un dolmen du type dolmen coudé à couloir, orienté est/ouest. «Ce dolmen était un des plus remarquables dolmens du causse de Sauveterre, mais il a été déplorablement mutilé en 1868. La Société d'agriculture de Mende en possède heureusement la photographie avant la mutilation ». Selon Malafosse, la chambre, de forme rectangulaire, mesure 4 m de long sur 1,33 m de large et 1,32 m de hauteur. À l'époque, la chambre est encore recouverte par une monumentale table de couverture (4,50 m de long, 2,55 m de large, 0,50 m d'épaisseur) dont il ne demeure désormais que deux fragments mesurant ensemble 4 m de long sur 1,80 m de large. L'inclinaison des orthostates latéraux a entraîné une forte réduction de la largeur de la chambre qui n'est plus que d'environ 0,80 m dans sa partie haute. Côté ouest, la dalle de chevet a disparu et un mur en pierres sèches lui a été substitué, probablement par des bergers ayant réaménagé le dolmen en cabane. La chambre est précédée d'un couloir (0,66 m de long sur 1,22 à 1,38 m de large) ouvrant au sud.
Le Petit dolmen est situé à un peu plus de 100 m à l'est du précédent. Il mesure 2,80 m de long sur 1 m de large. La table de couverture, renversée, mesure 2,50 m de long sur 1,80 m de large et 0,33 m d'épaisseur.